# جنگ روسیه و عثمانی (۱۵۶۸–۱۵۷۰)
جنگ روسیه و عثمانی (۱۵۶۸–۱۵۷۰) که در منابع عثمانی با نام لشکرکشی آستراخان از آن یاد می‌شود، جنگی بین روسیه تزاری و امپراتوری عثمانی بود که بر سر خانات آستراخان درگرفت. این درگیری نخستین جنگ از دوازده جنگ روسیه و عثمانی در طول تاریخ بود که بیش از سه سده ادامه یافتند و پس از جنگ جهانی اول با سقوط امپراتوری عثمانی به پایان رسیدند.
در سال ۱۵۵۶، خانات آستراخان به دست ایوان مخوف نخستین تزار روسیه فتح شد و تزار در آستراخان قلعهٔ جدیدی را بر روی تپه‌ای شیب‌دار مشرف به ولگا بنا کرد. دوازده سال بعد در ۱۵۶۸، صوقوللی محمد پاشا وزیر اعظم دولت عثمانی که در حقیقت اداره‌کنندهٔ واقعی امپراتوری عثمانی در زمان سلیم دوم دائم‌الخمر بود، نخستین رویارویی بین این کشور و اصلی‌ترین رقیب شمالی آینده‌اش یعنی روسیه را آغاز کرد. دلایل گوناگونی چون دخالت روس‌ها در امور تجاری و منع زوار از سفر حج، اشغال آستراخان به منظور یک پایگاه شمالی برای حمله به صفویان یا ایجاد یک پایگاه دفاعی در شمال، برای آغاز این جنگ پیشنهاد شده است.
امپراتوری عثمانی سپاه بزرگی را به فرماندهی مصطفی پاشا متشکل از ۲۰ هزار سرباز و پشتیبانی ۳۰ الی ۵۰ هزار تاتار برای محاصرهٔ آستراخان اعزام کرد. هم‌زمان یک ناوگان عثمانی بندر آزوف را محاصره کرد. با این حال، یک حمله از پادگان تحت فرماندهی شاهزاده سربریانی-اوبولنسکی، فرماندار نظامی روس در آستراخان، محاصره‌کنندگان را عقب راند. یک سپاه امدادی ۳۰ هزار نفری از روسیه به سپاه عثمانی حمله کرد و آنها را پراکنده‌ساخت و در مقابل نیروی تاتار که برای محافظت از لشکر عثمانی اعزام شده بود، آنها را دور کرد. در مسیر بازگشت، تا دو سوم از سربازان و خدمهٔ باقی مانده سپاه عثمانی در سرمای استپ‌ها مردند یا قربانی حملات چرکس‌ها شدند و ناوگان عثمانی هم در اثر طوفان نابود شد. امپراتوری عثمانی، اگرچه از نظر نظامی شکست خورد، اما موفق شد برای زائران و بازرگانان مسلمان که از آسیای میانه می‌آمدند، مسیر امنی ایجاد کند. دو سال بعد در نتیجهٔ حملات کریمه، روس‌ها مجبور شدند بخش بزرگی از مواضع خود را به دلیل اشتغال در جنگ لیوونی و ترس از لشکرکشی دوبارهٔ عثمانی به آستراخان تخریب کنند.